# Foucherans (Doubs)
Foucherans foi uma comuna francesa na região administrativa de Borgonha-Franco-Condado, no departamento de Doubs. Estendia-se por uma área de 10,95 km². Em 2010 a comuna tinha 444 habitantes (densidade: 40,5 hab./km²).
Em 1 de janeiro de 2019, passou a fazer parte da nova comuna de Tarcenay-Foucherans.